# Kuierroute

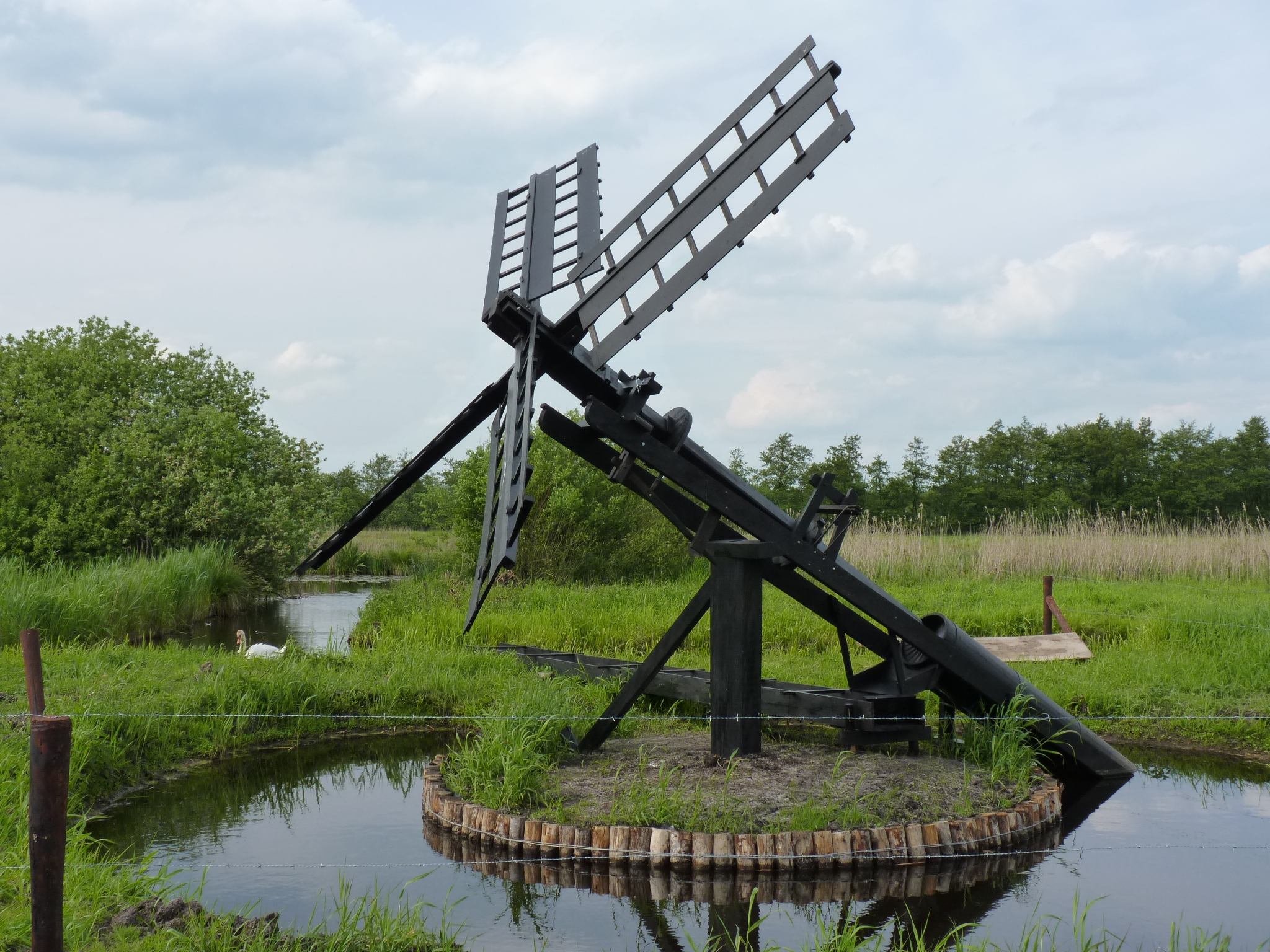
Kuierroutes voeren langs vele cultuurhistorische bezienswaardigheden, zoals tjaskers

Kuierroutes vormen een netwerk van wandelpaden van ruim 1000 kilometer in de Nederlandse provincie Overijssel. De meer dan 40 routes bestaan uit wandellusjes van rond de 25 kilometer, vaak met de mogelijkheid om in te korten. De routes zijn samengesteld door de Overijsselse Vereniging van Kleine Kernen en voeren door kleine dorpjes en cultuurlandschap. De routebeschrijvingen geven uitgebreide cultuurhistorische achtergrond. De routes zijn niet gemarkeerd.